# 1979-es magyar öttusabajnokság
Az 1979-es magyar öttusabajnokságot május 27. és 31. között rendezték meg. A viadalt Kancsal Tamás nyerte meg, akinek ez volt a harmadik, egyben utolsó bajnoki címe. A csapatversenyt a Bp. Honvéd nyerte.

## Eredmények

### Férfiak

#### Egyéni
| Hely | Név                | Klub          | Eredmény |
| ---- | ------------------ | ------------- | -------- |
| 1.   | Kancsal Tamás      | Bp. Honvéd    | 5430     |
| 2.   | Szombathelyi Tamás | Újpesti Dózsa | 5409     |
| 3.   | Császári Attila    | Bp. Honvéd    | 5350     |
| 4.   | Horváth László     | Újpesti Dózsa | 5274     |
| 5.   | Sasics Szvetiszláv | Bp. Honvéd    | 5237     |
| 6.   | Tomaschof Sándor   | Újpesti Dózsa | 5224     |
| 7.   | Balogh István      | MAFC          | 5131     |
| 8.   | Lázár Péter        | Bp. Honvéd    | 5129     |
| 9.   | Buzgó József       | Bp. Honvéd    | 5106     |
| 10.  | Rátonyi Gábor      | Csepel SC     | 5099     |

#### Csapat
| Hely | Név                                                  | Klub                  | Eredmény |
| ---- | ---------------------------------------------------- | --------------------- | -------- |
| 1.   | Buzgó József, Császári Attila, Kancsal Tamás         | Bp Honvéd             | 15 944   |
| 2.   | Szombathelyi Tamás, Horváth László, Tomaschof Sándor | Újpesti Dózsa         | 15 747   |
| 3.   | Tory Imre, Balogh István, Bíró                       | MAFC                  | 14 681   |
| 4.   |                                                      | Székesfehérvári Volán | 14 162   |
| 5.   |                                                      | Győri Mélyépítő       | 13 942   |